# Cami Donneys
Cami Donneys es un baterista, músico compositor y artista plástico, nacido en Bogotá, Colombia. Reside en Bonn, Alemania.

## Biografía
En su infancia comienza  con el aprendizaje de la música y artes en Bogotá. En su secundaria estudia percusión y guitarra clásica en la Fundación Orquesta Sinfónica Juvenil de Colombia. Posteriormente en la Academia Superior de Artes de Bogotá realizó sus estudios universitarios de pregrado y obtiene el título título en Artes Visuales y Plásticas. Se afinca en Europa  para continuar con su formación artística en Alemania y recibe su Maestría en Artes de Alanus University of Arts and Social Sciences (Alanus Hochschule für Kunst und Gesellschaft) en la ciudad de Bonn y fue estudiante del artista visual y fotógrafo alemán Michael Reisch.

## Bandas
- Superninja 3066
- Steps (Band)
- Globos de Aire
- Esquizo-frenia
- Yacopsae
- Misticia
- Osotros
- Dead Man´s Eyes

## Discografía
Álbumes
- Superninja 3066 -1 +1 (2005)
- Superninja 3066 Microscopes (2008)
- Steps (Band) IDLE (2009)
- Misticia XVA (2018)
- Osotros   Luz de Corto Alcance (2018)

### EP
- Misticia Ep 7" Mallku (2016)